# Polyrhachis latona
Polyrhachis latona é uma espécie de formiga do gênero Polyrhachis, pertencente à subfamília Formicinae.